# João Sapateiro
João Silva Franco (Riachuelo, 20 de junho de 1918 – Laranjeiras, 9 de outubro de 2008) conhecido por João Sapateiro foi um sapateiro e poeta brasileiro.

## Biografia

### Primeiros anos
Nasceu em 20 de junho de 1918 na cidade de Riachuelo, e em 1935, aos dezessete anos, sua família mudou-se para Aracaju em busca de melhores condições, onde permaneceu por pouco tempo. Na sua difícil infância trabalhou em engenho de cana de açúcar e na sua passagem pela capital em vários serviços para sobreviver, sendo um deles, engraxate de sapatos.

### João Sapateiro
Em 1938, aos vinte anos, mudou-se em definitivo para Laranjeiras onde permaneceu a vida toda. Afro-sergipano com quase dois metros de altura, profissionalizou-se como sapateiro através dos ensinamentos de seu pai. E nas proximidades do mercado municipal montou sua oficina de trabalho, que era conhecida como a "tenda do João Sapateiro".
Em Laranjeiras João Sapateiro apenas sabia escrever o seu nome em letra de forma e passou a fazer assinaturas de livros e revistas. Apesar de não possuir nenhum diploma escolar com muito esforço aprendeu a ler e escrever corretamente. O poeta autodidata passou a escrever trovas e poesias em folhas de papel e cartolinas em letras de forma, e costumava fixar suas obras nas paredes de sua oficina para apreciação dos frequentadores.
Em 1950 tem pela primeira vez um desses trabalhos publicado no jornal Correio de Propriá, sua poesia Cântico aos Laranjeirenses. Apesar do seu gênero lírico que expressa sentimentos e emoções em seus poemas, muitas vezes suas trovas pautadas nas injustiças sociais e na realidade cotidiana mostrava o seu lado critico social. Homem sereno, de boa e mansa conversa, inspirava confiança e não se utilizava de agressividade. Foi por muito tempo um auxiliar de juízes e autoridades da cidade. Era uma espécie de comissário, avaliador judicial, quando necessário saía a busca do suposto infrator e o trazia perante as autoridades constituídas apenas através do poder de convencimento.
Apesar de um enorme acervo cultural o poeta publicou apenas seis livros e parou de escrever em 2002 quando perdeu a visão vítima de um glaucoma. Antes e após sua morte João Sapateiro inspirou ensinamentos através de sua obra e vida sendo referência cultural de jovens e adultos. Seu legado perpetua no cotidiano do povo sergipano através de feiras, exposições, festas populares, concursos e outros.

## Morte
O poeta faleceu em 9 de outubro de 2008 com noventa anos, para se tornar figura imortal em Laranjeiras e no estado de Sergipe.

## Homenagens
O poeta recebeu inúmeras homenagens em vida pelo seu trabalho e pela sua simplicidade. Recebeu o Título de Cidadão Laranjeirense pela Câmara Municipal de Laranjeiras em 1984. Pessoas e turistas não deixavam de visitar sua oficina, e em 1997 o programa Brasil Legal também homenageou o poeta com a visita de Regina Casé. Várias outras homenagens o poeta recebeu em vida e dentre elas a do cordelista sergipano Gilmar Santana, que em janeiro de 2008 lançou a literatura de cordel, Poeta João Sapateiro – Orgulho do meu lugar, na famosa Feira de Sergipe em Aracaju.

### post mortem
O documentário
Em fevereiro de 2009 a TV Aperipê produziu um documentário que contou passagens da vida e obra do poeta sergipano.
Prêmio João Sapateiro
Desde 2009 a Secretaria de Cultura de Laranjeiras institui o Prêmio de Poesia Popular João Sapateiro, o concurso tornou-se referência no Estado de Sergipe.
O monumento
Em novembro de 2012 o município homenageou o poeta imortal com uma estátua em praça pública, no Largo da Prefeitura de Laranjeiras, em frente ao Paço Municipal.
Talhado em madeira
Em 2015, o poeta foi lembrado através de uma escultura talhada em madeira pelo artista Ademar Lima conhecido por mestre Demar. A obra de arte retrata o poeta exercendo o ofício de sapateiro.
O centenário
Em 20 de julho de 2018, data em que completaria cem anos se estivesse vivo, a Assembleia Legislativa de Sergipe prestou homenagem ao poeta entregando uma placa comemorativa aos seus familiares.

## Obras
Estas são algumas das obras publicadas por João Sapateiro:
- Cânticos, 1950
- Cinzas, 1975
- Decreto-Lei, 1976
- Tânia, 1983
- Frustração, 1985